# Rhede
Rhede è una città della Renania Settentrionale-Vestfalia, in Germania.
Appartiene al distretto governativo (Regierungsbezirk) di Münster ed al circondario (Kreis) di Borken (targa BOR).

## Monumenti e luoghi d'interesse

### Architetture civili
- Castello di Rhede (Schloss Rhede)[2][3]